# Poème sur le désastre de Lisbonne
O Poème sur le désastre de Lisbonne (em português:  Poema sobre o desastre de Lisboa) é um poema francês escrito pelo filósofo iluminista Voltaire em 1756.
Inspirado pelo Terramoto de 1755, que ocorreu em Lisboa no dia 1 de Novembro, o filósofo expressa sua emoção de maneira indelicada perante o desastre, e suas dúvidas sobre a organização racional e ideal do mundo, defendida por filósofos optimistas como Gottfried Wilhelm Leibniz e Christian Wolff. 